# Omvlaggen

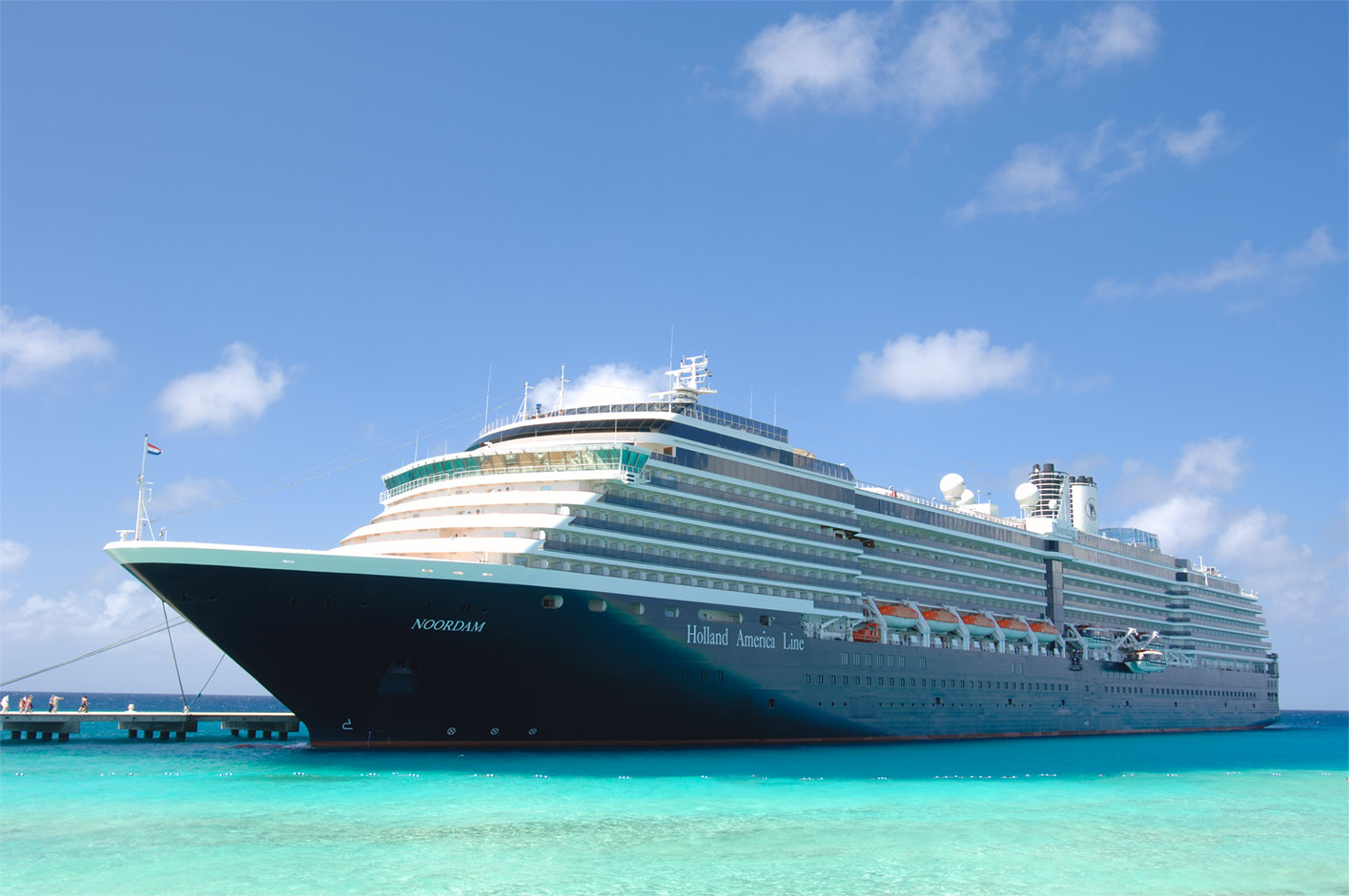
De Noordam van de Holland-Amerika Lijn is in 2006 onder Nederlandse vlag gebracht, omdat de reder het cruiseschip in Europese wateren ging inzetten.

Onder omvlaggen verstaat men het verschijnsel dat het eigenaren van schepen beter uitkomt het schip onder een andere vlag te laten varen. Het betekent dat het schip een andere nationaliteit krijgt doordat het in het scheepsregister van een andere staat wordt opgenomen. Vanuit een land gerekend spreekt men van uitvlaggen.
De hoofdreden voor het omvlaggen is meestal economisch: men heeft daarmee een goedkopere bedrijfsvoering en kan daardoor beter concurreren. Een reder kan zijn schip onder de nationale wetgeving soms niet laten slopen op een sloopstrand in Azië. Door het schip om te vlaggen naar de nationaliteit van een land dat er geen moeite mee heeft, omzeilt hij dit probleem. Om dat minder aandacht te laten trekken wordt dan ook vaak de naam van het schip veranderd. Soms door eenvoudig een deel van de naam weg te schilderen. Daarmee raakt het schip niet uit het zicht bij deskundigen, die gebruiken altijd het IMO-nummer van het schip.
Nederlandse koopvaardijschepen kunnen ook een ander belang hebben: het Nederlandse Ministerie van Defensie en het Ministerie van Justitie en Veiligheid staan aan boord van als kwetsbaar gekwalificeerde langzaam varende schepen geen andere bewapende beveiligers anders dan Nederlandse mariniers toe. Het geweldsmonopolie. De Grondwet zegt in Artikel 97: Ten behoeve van de verdediging en ter bescherming van de belangen van het Koninkrijk, alsmede ten behoeve van de handhaving en de bevordering van de internationale rechtsorde, is er een krijgsmacht. Van de eind november 2011 ingediende 250 aanvragen voor militaire bijstand werden slechts enkele tientallen gehonoreerd. De meeste aanvragen werden afgewezen vanwege capaciteitsgebrek.
Een andere reden kan zijn, dat het voor Nederlandse zeeschepen niet mogelijk is zonder motor een Nederlands Certificaat van onderzoek te krijgen. Om die reden werd bijvoorbeeld de Tres Hombres in Sierra Leone geregistreerd.
Van belang kan ook zijn, dat de vangsten van de omgevlagde vissersschepen worden afgetrokken van de vangsthoeveelheden (quota) van het land waar het schip is geregistreerd. Het quota-hoppen.
Als gevolg van protectionistische maatregelen in Duitsland en België tussen 1932 en 1941 werden veel binnenschepen omgevlagd.
Een niet-EU-schip dat wordt omgevlagd naar een lidstaat, wordt door de ontvangende lidstaat onderworpen aan een inspectie, waarbij wordt gecontroleerd of de toestand waarin de uitrusting verkeert in overeenstemming is met de veiligheidscertificaten.